# プリザーブドドレス
プリザーブドドレスは、衣装を専用の立体額縁の中に飾った装飾体のことである。使用しなくなった衣装について、収納と保存、そして観賞の３つの目的を達成するための手段として日本のフォーエバーデザインズにより考案された。（2010年9月30日 中部経済新聞記事参照。）
通常は専用の額縁の中に博物館や美術館が用いる保存用の特殊パーツを備え、ドレスを折り畳んだ状態で造形するが、ドレスのデザインや嵩（かさ）に合わせて畳み方を工夫し、日本の折り紙のように意図的にしわや折り目をつけて装飾効果とすることもある。職人の手仕事による特殊クリーニングを施すことも特徴。
ウェディングドレス、バレエコスチューム、子供がはじめて着た衣服、制服などを主な題材とし、衣装と共に想い出の品物をフレーミングすることもある。衣装の原形を壊さず、将来再び取り出して使用することを想定しているが、複数の衣装の部分を組み合わせてパッチワーク状にしたものを題材とする場合もある。